# Focus (revista portuguesa)
Focus foi uma edição licenciada da revista semanal alemã homónima. Tal como a congénere alemã, pretendia tratar temas da actualidade, do mundo, do dinheiro e histórias de vidas.
A edição portuguesa foi lançada em 25 de outubro de 1999 com 60 000 exemplares, a partir da redacção situada em Ranholas - Sintra. Em 2010 mantinha uma edição de cerca de 30 000 exemplares.
A edição portuguesa da revista Focus foi descontinuada em janeiro de 2012.